# Kvocijent inteligencije
Kvocijent inteligencije (njem. Intelligenzquotient, skraćeno IQ) ukupan je rezultat izveden iz jednog od nekoliko standardiziranih testova kojim se iskazuje ljudska inteligencija. Kraticu IQ skovao je njemački psiholog William Stern od termina Intelligenzquotient kojeg je koristio za metodu bodovanja testova inteligencije koju je zastupao u svojoj knjizi iz 1912. godine. Povijesno gledano, IQ je rezultat dobiven dijeljenjem mentalne dobi osobe s njenom kronološkom dobi (izražene u mjesecima ili godinama) te množenjem količnika sa 100. Tijekom razvoja modernih testova inteligencije medijan rezultata reprezentativnog uzorka je definiran kao IQ od 100 bodova. Svaka standardna devijacija više ili manje vrijedi 15 bodova više ili manje. Prema ovoj definiciji IQ-a, dvije trećine osoba imaju IQ od 85 do 115 bodova, dok ispod 75 bodova ili iznad 125 bodova ima po 5% osoba.
Istraživanja su pokazala da postoji određena povezanost između kvocijenta inteligencije i sklonosti obolijevanju, vjerojatnosti ranijeg umiranja, socijalnog statusa roditelja, te do određene granice kvocijenta inteligencije bioloških roditelja. Iako je nasljednost kvocijenta inteligencije istraživana gotovo jedno stoljeće, još uvijek ne postoji siguran zaključak o toj temi.